# Vaterpolski klub Jug
Pour les articles homonymes, voir Jug.
Le Vaterpolski Klub Jug (VK Jug ; sud en croate) est un club croate de water-polo de la ville de Dubrovnik.

## Historique
Le club apparaît en 1923. Dès 1925, il remporte son premier titre de champion de Yougoslavie, le premier d'une série de treize consécutifs jusqu'en 1937. De plus, de 1924 à 1957, le club est invaincu à domicile.
Il connaît de nouveau la gloire nationale de 1949 à 1951 avec trois titres d'affilée.
Quatre fois champion de Yougoslavie d'affilée au début des années 1980, il remporte son premier titre européen, en coupe des clubs champions en 1980. L'année suivante, il bat le Partizan de Belgrade en finale de la première édition de la coupe de Yougoslavie.
Après l'indépendance de la Croatie et la guerre contre la Yougoslavie, le club gagne la coupe de Croatie en 1994 et 1996, mais doit attendre l'année 2000 pour s'imposer comme une des grandes équipes de la décennie dans le championnat croate face aux champions des années 1990, le HAVK Mladost. En 2000, en effet, le VK Jug parvient à cumuler championnat et coupe de Croatie, ainsi que la victoire finale au trophée de la Ligue européenne de natation, son deuxième titre européen. En 2001, il remporte l'Euroligue. Il s'impose au terme des championnats nationaux de 2004 à 2007 et en 2009 à 2012, et en coupe de 2002 à décembre 2009 (ne ratant que celle de 2005), période où il s'illustre de nouveau en Euroligue en 2006.

## Palmarès masculin

### Europe
- 1 Supercoupe : 2006.
- 4 Euroligues ou coupes des clubs champions : 1980, 2001, 2006 et 2016.
- 1 Ligue de la LEN : 2000.
- 1 fois champion de la Ligue adriatique : 2009.

### Yougoslavie
- 22 fois champion de Yougoslavie : 1925, 1926, 1927, 1928, 1929, 1930, 1931, 1932, 1933, 1934, 1935, 1936, 1937, 1940, 1949, 1950, 1951, 1980, 1981, 1982, 1983 et 1985.
- 2 coupes de Yougoslavie : 1981 et 1983.

### Croatie
- 14 fois champion de Croatie : 2000, 2001, 2004, 2005, 2006, 2007, 2009, 2010[3], 2011[4], 2012[5], 2013, 2016, 2017 et 2018.
- 13 coupes de Croatie : 1994, 1996, 2000, 2002, 2003, 2004, 2006, 2007, 2008, 2009[6], 2015, 2016, 2017.